# Умберто Буччі
Умберто Буччі (італ. Umberto Bucciб 22 березня 1877, Неаполь - 2 січня 1950, Барі) — італійський адмірал та політик

## Біографія
Умберто Буччі народився 22 березня 1877 року в Неаполі. У 12-річному віці вступив до Військово-морської академії в Ліворно, яку закінчив у 1894 році у звання гардемарина. Ніс службу на броненосцях «Ре Умберто», «Руджеро ді Лаурія», крейсері «Калатафімі».
Під час sталійсько-турецької війни (1911-1912), під час якої у званні лейтенанта командував декількома міноносцями. Брав участь в обстрілах турецьких укріплень в Дарданеллах. За участь у війні був нагороджений Срібною медаллю «За військову доблесть» та отримав звання капітана III рангу.
Під час Першої світової війни Умберто Буччі протягом двох років командував есмінцем «Інсідіозо» і брав участь у бойових діях в Адріатичному морі, за що був нагороджений другою Срібною медаллю «За військову доблесть». Отримав звання капітана II рангу і був призначений начальником штабу дивізії есмінців. Відзначився в операції в протоці Отранто, за що був нагороджений Савойським військовим орденом.
Після закінчення війни Умберто Буччі отримав звання капітана I рангу. Ніс службу на різних кораблях, після чого командував есмінцем «Аугусто Ріботі». Згодом ніс службу на суші, зокрема був командувачем школи механіків в Кастелламмаре-ді-Стабія, президентом Комісії з пароплавства (італ. Commissione piroscafi) в Неаполі, начальником штабу військово-морського командування в Тірренському морі. У 1926 році отримав звання контрадмірала. Був секретарем кабінету в Міністерстві військово-морських сил, потім начальником департаменту з персоналу та військової служби.
У 1930-х роках, отримавши звання дивізійного адмірала, був призначений командувачем дивізії есмінців, яка складалась з нових кораблів типу «Навігаторі». Брав участь в поході підтримки трансатлантичного авіаційного перельоту генерала Італо Бальбо. Надалі був інспектором з підготовки особового складу, президентом комісії з прийомки крейсерів та есмінців, протягом двох років був командувачем Військово-морського командування в Таранто.
Протягом 1935-1938 років, у звання ескадреного адмірала, командував 1-ю морською ескадрою. Флагманським кораблем спочатку був крейсер «Зара», потім лінкор «Конте ді Кавур».
У 1939 році Умберто Буччі був призначений Королівства Італія. Наступного року був переведений в запас.
Після закінчення війни Вищий суд правосуддя із санкцій проти фашизму (італ. 'Alta corte di giustizia per le sanzioni contro il fascismo) вироком від 19 грудня 1945 року позбавив його сенаторських повноважень, що було підтверджено Верховним судом 8 липня 1948 року.
Помер 2 січня 1950 року в Барі.

## Нагороди
- Срібна медаль «За військову доблесть» (два нагородження)
- Кавалер Савойського військового ордена
- Хрест «За військові заслуги»
- Кавалер Ордена Святих Маврикія та Лазаря
- Офіцер Ордена Святих Маврикія та Лазаря
- Командор Ордена Святих Маврикія та Лазаря
- Великий офіцер Ордена Святих Маврикія та Лазаря
- Кавалер Ордена Корони Італії
- Офіцер Ордена Корони Італії
- Командор Ордена Корони Італії
- Великий офіцер Ордена Корони Італії
- Пам'ятна медаль Італо-австрійської війни 1915—1918 з чотирма зірками
- Маврикіанська медаль заслуг за 10 п'ятиліть бездоганної військової кар'єри
- Золотий хрест за вислугу років
- Почесна медаль за довголітнє судноводіння